# Brividi (singolo)
Brividi è un singolo dei cantautori italiani Mahmood e Blanco, pubblicato il 2 febbraio 2022.
Il brano ha vinto il Festival di Sanremo 2022, guadagnando il diritto di rappresentare l'Italia all'Eurovision Song Contest 2022 che si è tenuto a Torino. In occasione della finale dell'evento, Mahmood e Blanco si sono piazzati al 6º posto su 25 partecipanti nella classifica finale con 268 punti totalizzati.

## Descrizione
Il brano, scritto e composto dai cantanti con il produttore discografico Michelangelo, parla della fine di una storia d'amore tra due persone. Blanco ha raccontato in un'intervista al Corriere della Sera la nascita della collaborazione:

## Accoglienza
Francesco Chignola di TV Sorrisi e Canzoni descrive il brano come «coinvolgente dove i loro stili così personali trovano una loro alchimia» definendola «contemporanea, [...] che accarezza la tradizione». Chignola riscontra nel testo una «sottolineatura delle insicurezze e gli sbagli di chi non sa sempre come si fa ad amare». Daniele Venturelli, in un articolo per Vanity Fair, ritrova nel testo il racconto di un amore «senza distinzioni di genere, in cui un uomo si mette a nudo davanti a un altro» con la volontà di «parlare di libertà, di amare chi si vuole».
Valeria Randone, recensendo il pezzo per La Stampa, scrive che «Brividi ci racconta di quell'amore dove uno dei due soffre di più e l'altro di meno; [...] narra del problema gravissimo e pericolosissimo di chi ama in maniera eccessiva e straripante» definendo le voci dei due cantanti nel ritornello «incantevoli». Barbara Visentin de il Corriere della Sera sostiene che nella collaborazione «le loro diverse visioni dei sentimenti, più eterea l'una, più carnale l'altra, si sono amalgamate alla perfezione, incastonando in una ballad contemporanea e dal giusto tocco urban l'idea che si possa amare in senso universale». Su Leggo, Rita Vecchio e Totò Rizzo, definiscono il brano «di forte potenza comunicativa. Le due voci si fondono in un'alchimia perfetta. Una ballata tra le più moderne del Festival».
Il Messaggero trova nella collaborazione «un testo struggente per raccontare gli ultimi sussulti un amore finito e di cui non si specifica mai il genere dei protagonisti. Dall'idillio dell'innamoramento al rapporto maturo che si credeva consolidato e che invece va in pezzi con tutto il corollario di dolore che annichilisce insieme alla scoperta della propria immaturità nel portare avanti una relazione».
La critica ha osservato come per la prima volta nella storia del Festival un'esibizione abbia messo sullo stesso piano l'amore omosessuale e quello tra un uomo e una donna.

## Video musicale
Il video, diretto da Attilio Cusani e girato ad Amsterdam, è stato pubblicato in concomitanza del lancio del singolo sul canale YouTube di Mahmood.

## Tracce
Testi e musiche di Alessandro Mahmoud, Riccardo Fabbriconi e Michelangelo.
Download digitale, streaming
1. Brividi – 3:19

Download digitale, streaming – Meduza remix
1. Brividi (Meduza remix) – 2:43
2. Brividi – 3:19

## Successo commerciale
In seguito alla sua commercializzazione Brividi ha stabilito il record per il brano con il maggior numero di stream raccolti in 24 ore in territorio italiano su Spotify, accumulandone oltre 3,3 milioni e piazzandosi nella top five globale della stessa piattaforma. Successivamente il brano si è affermato come quello di uscita recente che nel periodo compreso tra il 4 ed il 6 febbraio ha totalizzato il più alto numero di ascolti al mondo del medesimo servizio streaming. Il primo disco di platino assegnato dalla FIMI, equivalente a 100 000 unità di vendita, è stato ricavato il 14 febbraio seguente, a cui se n'è aggiunto un secondo la settimana dopo. Brividi ha goduto di successo anche radiofonicamente, piazzandosi in vetta alla relativa graduatoria.
Nella Global 200 datata il 19 febbraio 2022, che cataloga le canzoni più scaricate e ascoltate a livello globale secondo Billboard, il singolo è posizionato in 15ª posizione, in fortissima risalita rispetto alla 141ª della settimana precedente.

## Classifiche

### Classifiche settimanali
| Classifica (2022) | Posizione massima |
| ----------------- | ----------------- |
| Grecia            | 28                |
| Islanda           | 8                 |
| Italia            | 1                 |
| Lituania          | 3                 |
| Lussemburgo       | 11                |
| Portogallo        | 170               |
| Spagna            | 95                |
| Svezia            | 59                |
| Svizzera          | 1                 |

### Classifiche di fine anno
| Classifica (2022) | Posizione |
| ----------------- | --------- |
| Italia            | 1         |
| Lituania          | 85        |
| Svizzera          | 79        |

## Riconoscimenti
- SIAE Music Awards
  - 2023 – Candidatura alla canzone radio[29]

- Videoclip Italia Awards
  - 2023 – Candidatura ai miglior styling[30]